# State Farm Arena
De State Farm Arena is een stadion in Atlanta, Georgia, Verenigde Staten. Het stadion is in 1999 opgeleverd en is de thuishaven van de Atlanta Hawks uit de National Basketball Association, de Atlanta Thrashers uit de National Hockey League en de Atlanta Dream uit de Women's National Basketball Association.
Tijdens een basketbalwedstrijd heeft de State Farm Arena plaats voor 18.200 mensen, tijdens ijshockey voor 17.600 mensen. Voor concerten kan de arena verschillende capaciteiten aan. In de arena traden verschillende artiesten (meermaals) op. Onder meer Ariana Grande, Dua Lipa, Rihanna, Justin Bieber, Céline Dion, The Weeknd, Madonna, Beyoncé, Lady Gaga, Green Day, The Killers, AC/DC, Linkin Park, Alicia Keys, Fleetwood Mac, Bon Jovi, Bruno Mars en Taylor Swift stonden al in de arena. 
Voor de naamswijziging in 2018 was het stadion bekend als Philips Arena en werd het gesponsord door Koninklijke Philips Electronics N.V.